# مقبره شنی
مقبره شنی (به انگلیسی: Tomb of Sand) (با عنوان اصلی Ret Samadhi, هندی: रेत समाधि) یک رمان به زبان هندی است که در سال ۲۰۱۸ توسط نویسنده هندی‌تبار، گیتانجالی شری، نوشته و در سال ۲۰۲۱ توسط دیزی راکول مترجم آمریکایی به زبان انگلیسی ترجمه و در سال ۲۰۲۲ موفق به دریافت جایزه جهانی من بوکر شد. این رمان ۷۳۹ صفحه‌ای، اولین رمان به زبان هندی است که توانست مبلغ ۵۰٬۰۰۰ پوندی جایزه جهانی من بوکر را در مراسمی در لندن دریافت کردند.
این رمان روایت سفر تحول‌آفرین یک بیوه ۸۰ ساله هندی به نام «چاندراپرابها» است که به علت مرگ شوهرش، افسرده شده و سپس تصمیم می‌گیرد به پاکستان سفر کند.